# Национальная партия (Чехия)
Национальная партия (чеш. Národní strana) — чешская политическая партия правого толка, действовавшая в 2002—2011 годах. Во главе партии стояла Петра Эделманнова.

## Идеология
Они были категорически против чешского членства в Европейском Союзе. Их основные цели заключались в восстановлении полного национального суверенитета путём минимизации влияния иностранных учреждений и ужесточения национальной политики иммиграции.
Партия предложила так называемое «окончательное решение цыганского вопроса» — выслать цыганское население Чехии в Индию, основываясь на этническом происхождении.

## Упадок
Снижение партийной активности начало проявляться в 2009 году. Отставка лидера партии Петры Эделманновой 1 декабря 2009 года вызвала распад руководства партии и ускорила процесс роспуска.
Партия была распущена Высшим административным судом 17 августа 2011 года.